# ミュージックの日
ミュージックの日（みゅーじっくのひ）は、日本音楽家ユニオンが制定した記念日の一つである。毎年3月19日。

## 概要
音楽関係者の労働団体「日本音楽家ユニオン」が1991年に制定。「ミュー(3)ジック(19)」の語呂合せ。

## イベント
日本の音楽文化と音楽家の現状について広く理解を求め、その改善のための国民全体のなお一層の支持を得ようと、全国各地で様々な活動を行っている。
- 1991年3月19日
東京　ジャズビッグバンドMMO・日比谷公園小音楽堂
- 1992年3月19日
東京　弦楽アンサンブル・弦楽堂・日比谷公園小音楽堂
名古屋　中部ユニオンオーケストラ・名古屋市教育センター
京都　京フィルハーモニー室内楽・京都清水寺奥舞台
- 1993年3月19日～20日（全国11会場）
北海道　札幌ユニオンポップスジャズグループ・北海道新聞ホール
東北　山形交響楽団「文化フォーラム」・生涯学習センター遊学館
関東　6つの室内楽　関東6会場
中部　9グループのマラソンコンサート・名古屋金山駅コンコート
関西　京都・清水寺奥の院／大阪毎日新聞オーバルホール
- 1994年2月20日～3月28日（全国45会場）
北海道　ユニオン札幌チャンバーオーケストラメンバー室内楽／2会場
東北　仙台フィル・山形交響楽団・藤崎リビング館前スペース
関東　関東21会場・ジャズストーリー新宿'94／3会場
中部　名古屋栄地下街・名古屋フィルメンバー他3日間
関西　14会場京都清水寺奥の院／大阪オーク200他
中四国　3会場／広島・高松・防府
- 1995年3月8日～24日（全国30会場）
北海道　3会場弦楽合奏とギター／札幌鉄道病院内ホール他
東北　昼休みジュズコンサート／藤崎デパート・リビング館
関東　キネマは唄う／浪漫街道・日本青年館大・関東13会場
中部　8会場9グループ／スペシャルジャズライブ他
関西　京都清水寺奥の院・大阪オーク200アトリウム広場
中四国　6グループ広島市西区民文化センター
- 1996年3月17日～30日（全国19会場）
北海道　室蘭市NHK／札幌市教育文化会館の2会場
東北　3グループ・うたごえの店「バラライカ」
関東　7グループ7会場
中部　6グループ・名古屋電気文化会館
関西　京都・清水寺／大阪厚生年金会館中ホール
中四国　6グループ広島市西区民文化センター
九州　福岡／熊本／福岡／佐世保の4会場
沖縄　ユニオンアンサンブル・那覇市庁舎ロビー
- 1997年3月5日～29日（全国31会場） 
北海道　NHK札幌エントランスホール
東北　仙台ライブスポット『Scotct Bank』
関東　16会場
中部　4グループ・名古屋電気文化会館
関西　京都・清水寺／大阪・オーバルホール
中四国　広島西区民センター／徳島郷土文化会館
九州　福岡／熊本／佐世保／下関の4会場
沖縄　ユニオンアンサンブル・那覇市庁舎ロビー
- 1998年3月1日～29日（全国32会場）
北海道　NHK札幌放送局スタジオ
東北　山形交響楽団／仙台青少年文化ホール
関東　21会場【主催公演：NHK浦和放送局スペースU】
中部　名古屋市芸術創造センター
関西　京都・清水寺／大阪・梅田オーバルホール
中四国　広島東区民センタースタジオ1
九州　下関・熊本／佐世保／福岡の4会場
沖縄　那覇市役所ロビー